# Rotverschiebungsraum

Skizze des „Finger of god“-Phänomens: Galaxienhaufen im Normalraum und Rotverschiebungsraum, plus Sichtachsen.

Der Rotverschiebungsraum wird verwendet, um anstelle der Entfernung die Rotverschiebung weit entfernter astronomischer Objekte wie Quasaren oder Galaxienhaufen darzustellen und zu kartieren. Bei solchen Karten wird ein Effekt sichtbar, der auch als Finger of God bezeichnet wird und die Verzerrung der Form von kugelförmigen Galaxienhaufen in die Richtung des Beobachters beschreibt. Der Effekt kann mit Hilfe der Pekuliargeschwindigkeiten der kartierten Objekte erklärt werden.